# Teltow
Teltow (IPA: /ˈtɛltoː/; in basso tedesco Telte, IPA: /ˈtɛltə/) è una città di 27 880 abitanti del Brandeburgo, in Germania.

Appartiene al circondario di Potsdam-Mittelmark, di cui è il secondo comune per popolazione, preceduto da Werder (Havel).

## Geografia fisica
La città è contigua con la periferia meridionale di Berlino (quartieri di Zehlendorf e Lichterfelde). Il comune dista circa 15 km da Potsdam, 4 da Kleinmachnow, ed il territorio lambisce il vicino Landkreis del Teltow-Fläming (il cui centro più vicino è Ludwigsfelde, a circa 8 km).

## Storia
Le prime documentazioni in cui si fa menzione di Teltow risalgono al 1232, mentre essa ottenne lo status di città nel 1265.
Con la costruzione del Teltowkanal (1901-1906) la città, fino ad allora ad economia agricola, si trasformò progressivamente in un moderno centro industriale, soprattutto dopo la seconda guerra mondiale.
Dal 1961 al 1989 il tratto di territorio comunale che confinava con Berlino fu segnato dal "Muro", in quanto lambiva Berlino Ovest.
Il 6 dicembre 1993 venne aggregato alla città di Teltow il comune di Ruhlsdorf.

## Monumenti e luoghi d’interesse
Chiesa parrocchiale (Pfarrkirche)costruzione risalente al XIII secolo, parzialmente modificata nel 1811-12 su progetto di Karl Friedrich Schinkel.

## Società

### Evoluzione demografica
- Sviluppo della popolazione dal 1875 entro gli attuali confini (Linea Blu: Popolazione; Linea puntata: Confronto dello sviluppo della popolazione dello stato del Brandenburgo; Sfondo grigio: Ai tempi del governo nazista; Sfondo rosso: Al tempo del governo comunista)
- Sviluppo recente della popolazione (Linea blu) e previsioni

| Anno | Abitanti |
| ---- | -------- |
| 1875 | 2 771    |
| 1890 | 3 364    |
| 1910 | 4 943    |
| 1925 | 6 281    |
| 1939 | 13 309   |
| 1950 | 12 864   |
| 1964 | 13 974   |

| Anno | Abitanti |
| ---- | -------- |
| 1971 | 16 179   |
| 1981 | 15 809   |
| 1985 | 15 355   |
| 1990 | 15 661   |
| 1995 | 15 576   |
| 2000 | 17 938   |
| 2005 | 19 972   |

| Anno | Abitanti |
| ---- | -------- |
| 2010 | 22 538   |
| 2015 | 25 483   |
| 2016 | 25 667   |
| 2017 | 25 761   |
| 2018 | 25 825   |
| 2019 | 26 902   |
| 2020 | 27 097   |

Fonti dei dati sono nel dettaglio nelle Wikimedia Commons..

## Geografia antropica

### Suddivisioni amministrative
Teltow si divide in 2 zone, corrispondenti all'area urbana e a 1 frazione (Ortsteil):
- Teltow (area urbana)
- Ruhlsdorf

## Amministrazione

### Gemellaggi
Teltow è gemellata con:
- Ahlen, dal 1991
- Gonfreville-l'Orcher, dal 2000
- Żagań, dal 2006
- Dieppe (Nuovo Brunswick)

## Infrastrutture e trasporti
Teltow è collegata ferroviariamente con Berlino tramite una linea ferroviaria D.B. (stazione: Teltow), ed una linea di S-Bahn (S25, stazione: Teltow Stadt). Entrambe le linee, riaperte nel 2006, furono soppresse nel periodo in cui la capitale tedesca venne divisa dal muro, dato che la città confinava con l'allora Berlino Ovest.